# Theodor Hellbrügge
Theodor Friedrich Hellbrügge (* 23. Oktober 1919 in Dortmund; † 21. Januar 2014 in München) war ein deutscher Kinderarzt sowie Gründer und Direktor des Kinderzentrums München.

## Leben und Wirken
Er habilitierte sich 1954 an der Ludwig-Maximilians-Universität München, wo er 1960 zum außerplanmäßigen Professor ernannt wurde. Im selben Jahr gründete er die Forschungsstelle  für Soziale Pädiatrie und Jugendmedizin, 1967 hatte er den ersten Lehrstuhl für Sozialpädiatrie inne. Zu seinen Leistungen zählt die Einführung der heute üblichen Kinder-Vorsorge-Untersuchungen in Deutschland. Mit der Gründung des Kinderzentrums München etablierte er die erste sozialpädiatrische Einrichtung für Entwicklungsrehabilitation, Früherkennung und Frühtherapie und soziale Eingliederung. Mittlerweile gibt es 200 solcher Zentren im In- und Ausland.
Er war 1970 Gründer der Publikation Der Kinderarzt – Zeitschrift für Kinderheilkunde und Jugendmedizin und fungierte ab der Erstausgabe bis 1992 als Schriftleiter.
Hellbrügge war seit seiner Studentenzeit Mitglied der katholischen Studentenverbindung K.St.V. Saxonia München im KV und setzte sich außerdem für das Familiennetzwerk ein, ein familienpolitisch, christlich-konservativer Interessenverband, der sich gegen außerfamiliäre Kinderbetreuung engagiert. Seit 2003 war er Mitglied der Leibniz-Sozietät der Wissenschaften zu Berlin.

## Tiefenpsychologische Untersuchung von ehemaligen Lebensborn-Kindern
Hellbrügge lernte 1946 sechs Lebensborn-Kinder kennen. Sie erschienen ihm „auffallend hübsch“. Damals waren sie eineinhalb bis zwei Jahre alt. „Bei näherem Zusehen“, berichtete der Kinderarzt, „stellte sich indessen heraus, dass keines dieser Kinder laufen konnte, einige konnten kaum sitzen. Sie konnten nicht sprechen, sie konnten vor allem nicht lachen.“ Kurz: Sie offenbarten nur allzu deutlich ihre Heimherkunft.
Jahre später bemühten sich T. Hellbrügge und die Psychologin Rosemarie Brendel, Adressen von Lebensborn-Kindern ausfindig zu machen. Von 1962 bis 1966 gelang es, 69 ehemalige Lebensborn-Kinder ausfindig zu machen. 40 von ihnen wurden eingehend medizinisch, psychologisch und tiefenpsychologisch untersucht. Außerdem wurden alle verfügbaren Unterlagen über diese Jugendlichen studiert. Psychologische Tests ließen bei den ehemaligen Lebensborn-Kindern immer wieder Anzeichen für wirklichkeitsfremde Einstellung, Störungen der Umweltbeziehungen, Angst, Haltlosigkeit, Gefühlsarmut, Kontakthemmungen erkennen. Etliche Jugendliche stotterten. Fünf nässten und koteten noch im Alter von mehr als 17 Jahren ein. Vielfach waren große Erziehungsschwierigkeiten aufgetreten. Zwölf der 69 Jugendlichen waren in Fürsorgeerziehung gewesen. Durch Asozialität und Kriminalität war bereits – so T. Hellbrügge – „ein nicht geringer Teil aufgefallen“. Die Kinder mit ausgesuchtem Erbgut, die in Heimen zu „nordischen Prachtmenschen“  heranwachsen sollten, entwickelten sich somit ganz anders, als ihre geistigen Väter am Schreibtisch es sich vorgestellt hatten. Wie T. Hellbrügge selber sagte, deuten alle Erkenntnisse „vielmehr darauf hin, daß die Erlebnisse in der frühen Kindheit für die spätere Lebenstüchtigkeit oder -untüchtigkeit entscheidend sind.“

## Schriften (Auswahl)
Als Autor:
- Konnatale Toxoplasmose. Klinische, pathologisch-anatomische, serologische und tierexperimentelle Beobachtungen. Banaschewski, München 1957.
- Kindliche Entwicklung und Sozialumwelt. Don Bosco, München 1964.
- mit Alphons Silbermann, Robert M. Liebermann, Heribert Heinrichs, Udo Undeutsch: Aggression und Fernsehen. Gefährdet das Fernsehen die Kinder? Katzmann, Tübingen 1974, ISBN 3-7805-0320-4.
- Das sollten Eltern wissen. Über den Umgang mit unseren Kindern. Kindler, München 1975, ISBN 3-463-00615-4.
- Unser Montessori-Modell. Erfahrungen mit einem neuen Kindergarten und einer neuen Schule. Kindler, München 1977, ISBN 3-463-00690-1.

Als Herausgeber:
- Vorsorgeuntersuchungen bei Jugendlichen. Wissenschaftliche Beiträge zur Durchführung der Untersuchungen nach dem Jugendarbeitsschutzgesetz. Deutscher Ärzte Verlag, Köln 1962.
- mit J. Hermann von Wimpffen: Die ersten 365 Tage im Leben eines Kindes. Knaur, München 1973, ISBN 3-426-07445-1 (in 14 Sprachen übersetzt).
- mit Karl Heinz Brisch: Bindung und Trauma. Risiken und Schutzfaktoren für die Entwicklung von Kindern. Klett-Cotta, Stuttgart 2003, ISBN 3-608-94061-8.

## Auszeichnungen
Theodor Hellbrügge wurden von 16 verschiedenen Universitäten Ehrendoktorwürden verliehen (u. a. 1981 durch die Sophia-Universität Tokio).
- Moro-Preis der Deutschen Gesellschaft für Kinderheilkunde (1959)
- Ernst-von-Bergmann-Plakette (1964)
- Theodor-Heuss-Medaille (1973)
- Pestalozzi-Preis (1977)
- München leuchtet (1978)
- Bayerischer Verdienstorden (1978)
- Verdienstkreuz am Bande der Bundesrepublik Deutschland (1981)
- Großes Verdienstkreuz der Bundesrepublik Deutschland (1987)
- Bayerische Staatsmedaille für soziale Verdienste (1990)
- Otto-Heubner-Preis der Deutschen Gesellschaft für Kinder- und Jugendmedizin (2008)
- Paracelsus-Medaille der deutschen Ärzteschaft (2009)[8]